# Comté de Knox (Maine)
Pour les articles homonymes, voir Comté de Knox.
Le comté de Knox est un comté de l'État du Maine, aux États-Unis. Son siège est Rockland. Selon le recensement de 2010, sa population est de 39 736 habitants.

## Géographie
Le comté a une superficie de 2 958 km2, dont 947 km2 en surfaces terrestres.

### Géolocalisation
|                  | Comté de Waldo |  |
| Comté de Lincoln | Comté de Knox  |  |
|                  |                |  |

## Villes du comté
- Appleton
- Camden
- Cushing
- Friendship
- Hope
- Isle au Haut
- Matinicus Isle
- North Haven
- Owls Head
- Rockland
- Rockport
- Saint George
- South Thomaston
- Thomaston
- Union
- Vinalhaven
- Warren
- Washington